# Danielle Cormack
Danielle Cormack (Auckland, Nueva Zelanda, 26 de diciembre de 1970) es una actriz neozelandesa de cine, televisión y teatro.

## Biografía
Estuvo casada con Hayden Anderson, con quien tuvo a Ethan Cormack Anderson en 1997.
En 2009 se casó con el actor Pana Hema Taylor, quien es 19 años más joven que ella. El 19 de marzo de 2010, nació su hijo, Te Ahi Ka Cormack Hema-Taylor, sin embargo la pareja se divorció en 2013.
Actualmente sale con el director y productor canadiense, Adam Anthony.

## Carrera
Fue parte del reparto principal del exitoso culebrón Shortland Street, aunque es más conocida por interpretar a la amazona Ephiny en la serie de televisión Xena: la princesa guerrera y, más recientemente, a Cynthia Ross en The Cult y Shota en Legend of the Seeker. También ha trabajado en la película Separation City.
En el 2010 se unió al elenco de la serie australiana Rake donde interpretó a la fiscal Scarlett Meagher, hasta el final de la serie en el 2014 después de finalizar su tercera temporada.
En el 2013 se unió al elenco principal de la nueva serie dramática Wentworth donde interpretó a Bea Smith, una madre y esposa que es encarcelada por intento de asesinato, hasta el final de la cuarta temporada después de que su personaje fuera asesinado por la criminal Joan Ferguson luego de acuchillarla repetidamente en el estómago. La serie es el reboot de la exitosa serie británica Prisoner.
En mayo del 2016 se anunció que Danielle se había unido al elenco de la serie dramática Deep Water.

## Filmografía[10]

### Series de televisión
| Año               | Título                           | Personaje                      | Notas                                    |
| ----------------- | -------------------------------- | ------------------------------ | ---------------------------------------- |
| 1987-89           | Gloss                            | Tania Veitch                   | Papel principal                          |
| 1992 - 1993, 2017 | Shortland Street                 | Enfermera Alison Rayner Warner | Papel principal                          |
| 1994 - 1995       | High Tide                        | Jill McMillan/Meghan Kelly     | 2 episodios                              |
| 1995              | The Call Up                      | Stacey                         | Película de televisión                   |
| 1995              | Overnight                        | Kelly                          | Película de televisión                   |
| 1995 - 2001       | Xena: Warrior Princess           | Ephiny                         | 8 episodios                              |
| 1997 - 1999       | Hercules: The Legendary Journeys | Ephiny/Lady Marie DeValle      | 3 episodios                              |
| 2000              | Cleopatra 2525                   | Raina                          | 3 episodios                              |
| 2000              | Jack of All Trades               | Katherine la Grande            | Episodio: "A Horse of a Different Color" |
| 2000              | Xena: la princesa guerrera       | Samsara                        | Episodio: "Lifeblood"                    |
| 2004              | Maiden Voyage                    | Lynn Fabrizio                  | Papel principal                          |
| 2006              | Maddigan's Quest                 | Maddie                         | Papel principal; 13 episodios            |
| 2007              | Rude Awakenings                  | Dimity Rush                    | Papel principal; 11 episodios            |
| 2008              | The Strip                        | Amy                            | 3 episodios                              |
| 2008              | City Homicide                    | Shirley Steadman               | Episodio: "Taniwha"                      |
| 2008 - 2010       | Legend of the Seeker             | Shota                          | 6 episodios                              |
| 2009              | The Cult                         | Cynthia Ross                   | Papel principal; 13 episodios            |
| 2009              | Buzzy Bee and Friends            | Elle-Gator (voz)               | 14 episodios                             |
| 2010 - 2016       | Rake                             | Scarlett Meagher               | Papel principal; 32 episodios            |
| 2011              | Underbelly: Razor                | Kate Leigh                     | Papel principal; 13 episodios            |
| 2011              | East West 101                    | Angela Travis                  | 3 episodios                              |
| 2012              | Miss Fisher's Murder Mysteries   | Anna Ross                      | Episodio: "Queen of the Flowers"         |
| 2012              | Buzzy Bee and Friends            | Elle-Gator (voz)               | 3 episodios                              |
| 2013 - 2016       | Wentworth                        | Bea Smith                      | Papel principal; 46 episodios            |
| 2016              | Stake Out                        | Davina                         | Episodio: "Hijacking Hijinks"            |
| 2016              | Deep Water                       | Brenda Lopez                   | 4 episodios                              |
| 2018              | Secret City                      | Karen Koutoufides              | Papel principal                          |
| 2018              | Jack Irish                       | Rory Finch                     | 5 episodios                              |
| 2018              | Patricia Moore                   | Marnie                         | 9 episodios                              |
| 2019              | Fresh Eggs                       | Lulu                           |                                          |
| 2019              | My Life Is Murder                | Nikki Malone / Nicole Buttera  | Episodio: "The Locked Room"              |
| 2022              | The Secrets She Keeps            | Vicky Michaelson               | 6 episodios                              |
| 2023              | Year Of                          | Lucinda Prichard               | 9 episodios                              |
| 2023              | Erotic Stories                   | Ginger                         | Episodio: "The Deluge"                   |
| 2024              | Madam                            | Deziyah                        | 8 episodios                              |
| 2024              | Double Parked                    | Edie                           |                                          |
| 2025              | The Twelve                       |                                | 6 episodios                              |

### Películas
| Año  | Título                               | Personaje        | Notas                                                        |
| ---- | ------------------------------------ | ---------------- | ------------------------------------------------------------ |
| 1993 | Snap                                 | Felicity         | Cortometraje                                                 |
| 1993 | A Game with No Rules                 | Vera             | Cortometraje - Junto a Marton Csokas y Jennifer Ward-Lealand |
| 1994 | The Last Tattoo                      | Molly            | Junto a Desmond Kelly, Katie Wolfe, Tim Balme y Mark Raffety |
| 1997 | Topless Women Talk About Their Lives | Liz              | Junto a Joel Tobeck, Willa O'Neill y Rose McIver             |
| 1998 | Via Satellite                        | Chrissy/Carol    | Junto a Karl Urban, Tim Balme y Jack Chan                    |
| 1999 | Siam Sunset                          | Grace            | Junto a Linus Roache, Ian Bliss, Victoria Hill y Roy Billing |
| 1999 | Channelling Baby                     | Bunnie           | Junto a Jodie Rimmer, Donogh Rees y Joel Tobeck              |
| 2000 | The Price of Milk                    | Lucinda          | Junto a Karl Urban y Willa O'Neill                           |
| 2004 | Without a Paddle                     | Tony             | Junto a Seth Green, Antony Starr y Matthew Lillard           |
| 2004 | Stringer                             | Butcher          |                                                              |
| 2004 | Together                             | Rose             | Cortometraje                                                 |
| 2005 | River Queen                          | Viola            | Junto a Cliff Curtis y Temuera Morrison                      |
| 2005 | The Pool                             | Jane             | Cortometraje - Junto a Cliff Curtis y Jason Whyte            |
| 2006 | Perfect Creature                     | Mujer Embarazada | Junto a Leo Gregory                                          |
| 2006 | Mirage                               | Varios           | Cortometraje                                                 |
| 2006 | Cross My Heart                       | Krystal          | Cortometraje                                                 |
| 2008 | A Song of Good                       | Rachel Cradle    | Junto a Gareth Reeves, Matthew Sunderland y Ian Mune         |
| 2009 | Separation City                      | Pam Nicholson    | Junto a Joel Edgerton, Rhona Mitra y Les Hill                |

### Radio
| Año         | Programa     | Notas        |
| ----------- | ------------ | ------------ |
| 2005 - 2007 | High Noon Te | presentadora |

### Teatro
| Año       | Obra                                      | Personaje           | Director (a)                       | Teatro                                    | Notas                                   |
| --------- | ----------------------------------------- | ------------------- | ---------------------------------- | ----------------------------------------- | --------------------------------------- |
| 1993-1994 | East                                      | Sylv                | Roger Morton                       | Mercury Theatre                           | -                                       |
| 1996      | Return of the Summer Street Seven         | Lucinda             | Michael Robinson                   | Basement Theatre                          | -                                       |
| 1996      | Spare Prick                               | Lucinda             | Michael Robinson                   | Basement Theatre                          | -                                       |
| 1997      | Arcadia                                   | Chloe               | Simon Phillips                     | Auckland Theatre                          | -                                       |
| 1999      | Trainspotting                             | Varios Personajes   | Chris Meads                        | New Zeland Tour                           | -                                       |
| 2001      | A Streetcar Named Desire                  | Stella              | Simon Prast                        | Auckland Theatre                          | -                                       |
| 2001      | The Blue Room                             | Alison              | Oliver Driver                      | Auckland Theatre                          | -                                       |
| 2002      | The Bellbird                              | Flo                 | Oliver Driver                      | Auckland Theatre                          | -                                       |
| 2002-2003 | The Vagina Monologues                     | Varios Personajes   | Oliver Driver                      | Auckland Theatre                          | -                                       |
| 2003      | The Shape of Things                       | Evelyn              | Oliver Driver                      | Auckland Theatre                          | -                                       |
| 2004      | Caligula                                  | Caesonia            | Colin Mitchell                     | Auckland Theatre                          | -                                       |
| 2004      | Sex with Strangers - First Edition        | Robyn               | Miranda Harcout                    | Herald Theatre                            | -                                       |
| 2004      | Skin Tight                                | Elizabeth           | Oliver Driver                      | New Zeland Tour                           | -                                       |
| 2005      | A Clockwork Orang                         | Varios Personajes   | Andrew Foster                      | Silo Theatre                              | -                                       |
| 2005      | Sex with Strangers - Second Edition       | Prostituta          | Colin Mitchell                     | Herald Theatre                            | -                                       |
| 2006-2007 | The Case of Katherine Mansfield           | Katherine Mansfield | Katie Wolfe                        | Downstage & Silo Theatre                  | -                                       |
| 2008      | National Script Workshop                  | -                   | -                                  | Sydney Theatre                            | -                                       |
| 2008      | Rock 'N' Roll                             | Lenka               | Simon Phillips                     | Melbourne & Sydney Theatre                | junto a William Zappa y Matthew Newton  |
| 2008      | The Hypocrit                              | Dorine              | -                                  | Melbourne Theatre                         | -                                       |
| 2009      | Bob Geldof - Auckland Fring               | Ella Misma          | -                                  | Basement Theatre                          | -                                       |
| 2009      | Hot Pink Bits - The Basemen               | Ella Misma          | -                                  | -                                         | -                                       |
| 2010      | Yellow Moon - The Ballad of Leila and Lee | -                   | Susanna Dowling                    | Belvoir Theatre                           | junto a Layla Estasy y Kenneth Moraleda |
| 2010      | Christ Almight                            | Three Wise Men      | Cameron Rhodes                     | Basement Theatre                          | -                                       |
| 2011      | Yellow Moon                               | Hollie              | Susanna Dowling                    | Belvoir B Sharp                           | -                                       |
| 2012      | Top Girls                                 | Marlene             |                                    | Silo Theatre                              | -                                       |
| 2014      | Rupert                                    | Anna Murdoch        | Lee Lewis                          | Theatre Royal, Sydney                     | -                                       |
| 2015      | Boys Will Be Boys                         | Astrid Wentworth    | Paige Rattray                      | Sydney Theatre Company                    | -                                       |
| 2016      | Straight                                  | Steph               |                                    | Kings Cross Theatre                       | -                                       |
| 2018      | The Misanthrope                           | Alceste             | Lee Lewis                          | Bell Shakespeare, junto a Griffin Theatre | -                                       |
| 2018      | Hedda                                     | Hedda               | Paige Rattray                      | Queensland Theatre Company                | -                                       |
| 2020      | Every Brilliant Thing                     | -                   | Ella misma                         | Silo Theatre, Auckland                    | -                                       |
| 2022      | Who's Afraid                              | Nikki               | Danielle Cormack y Nicole da Silva | Belvoir St                                | -                                       |
| 2023      | Blessed Union                             | Ruth                | Hannah Goodwin                     | Belvoir St                                | -                                       |

## Premios y nominaciones
| Año  | Categoría                                             | Premio                                          | Serie/Película/Obras                 | Resultado |
| ---- | ----------------------------------------------------- | ----------------------------------------------- | ------------------------------------ | --------- |
| 1997 | Best Actress                                          | New Zealand Film & Television Award             | Topless Women Talk About Their Lives | Ganó      |
| 1999 | Best Actress                                          | New Zealand Film & Television Award             | Channelling Baby                     | Nominada  |
| 2000 | Best Actress                                          | International Fantasy Film Award                | Siam Sunset                          | Ganó      |
| 2000 | Best Actress                                          | New Zealand Film & Television Award             | The Price of Milk                    | Nominada  |
| 2005 | Best Performance                                      | Drifting Cloud International Film Festival      | Together                             | Ganó      |
| 2006 | Best Manic Performance                                | 48 Hour Film Festival                           | Mirage                               | Ganó      |
| 2006 | Best Female Performance                               | Richmond Road Short Film Festival               | Together                             | Ganó      |
| 2006 | Best Actress                                          | TV Guide Best on the Box People 's Choice Award | Maddigan's Quest                     | Nominada  |
| 2009 | Best Lead Actress in a Feature Film                   | New Zealand Qantas Fim & Television Award       | -                                    | Nominada  |
| 2010 | Best Performance by an Actress in General Television  | Qantas Film & Television Award                  | The Cult                             | Ganó      |
| 2012 | Most Popular Actress                                  | Silver Logie Award                              | Underbelly: Razor y East West 101    | Nominada  |
| 2014 | Most Outstanding Actress                              | Silver Logie Award                              | Wentworth                            | Nominada  |
| 2014 | Most Outstanding Performance by an Actor - Female     | ASTRA Award                                     | Wentworth                            | Nominada  |
| 2015 | Most Outstanding Actress                              | Logie Award                                     | Wentworth                            | Ganó      |
| 2015 | Most Outstanding Performance by an Actor – Female     | ASTRA Award                                     | Wentworth                            | Ganó      |
| 2015 | Lead Actress in a Television Drama                    | AACTA Award                                     | Wentworth                            | Nominada  |
| 2015 | Best Performance by an Actress in a Television Series | Gold Panda Award                                | Wentworth                            | Nominada  |
| 2016 | Best Lead Actress In A Television Drama               | AACTA Award                                     | Wentworth                            | Nominada  |